# Progonyleptes borellii
Progonyleptes borellii is een hooiwagen uit de familie Gonyleptidae.